# Danielius Lavrinovičius
Danielius Lavrinovičius (Kelmė, 22 gennaio 1999) è un cestista lituano.

## Carriera

### Nazionale
Nel 2019 ha partecipato, con la Lituania under 20, all'Europeo di categoria, concluso al quinto posto finale.

## Palmarès
- Coppa di Lituania: 1

Žalgiris Kaunas: 2023-2024